# Diana Gaspari
Diana Gaspari (ur. 6 maja 1984 w San Candido) – praworęczna włoska curlerka, zawodniczka klubu curlingowego New Wave z Cortina d'Ampezzo. W curling gra od 1996 roku. Studiuje ekonomię na Uniwersytecie w Padwie.
Gaspari występuje w kategorii par mieszanych z Joëlem Retornazem, skipem męskiej reprezentacji Włoch (2021).

## Drużyna
- Giorgia Apollonio (trzecia)
- Chiara Olivieri (druga)
- Claudia Alvera (otwierająca)
- Maria Gaspari (rezerwowa)

Dawniej:
- Violetta Caldart
- Electra De Col
- Veronica Gerbi
- Giulia Lacedelli
- Stefania Constantini (2018)[3]